# David Williams (muzikant)
David 'Happy' Williams (Trinidad, 17 september 1946) is een Amerikaanse jazzcontrabassist.

## Biografie
Williams is de zoon van de calypso-muzikant John 'Buddy' Williams en interesseerde zich als kind al voor muziek. Op 5-jarige leeftijd begon hij piano te spelen, op 6-jarige leeftijd viool en op 12-jarige leeftijd contrabas. Toen zijn zus een studiebeurs kreeg voor een pianostudie in Londen, begeleidde hij haar en studeerde hij contrabas aan het London College of Music.
In 1969 kwam hij naar New York, waar hij spoedig zijn docent Ron Carter ontmoette. Op diens aanbeveling werkte hij met Gap en Chuck Mangione en werd hij voor twee jaar contrabassist in de band van Roberta Flack in Washington D.C.. Na zijn terugkeer naar New York werkte hij o.a. met The Voices of East Harlem en Donald Byrd & the Blackbyrds, waarmee hij later zijn eerste gouden plaat kreeg. Tijdens deze periode trad hij voor de eerste keer op met Cedar Walton, daarnaast ook met muzikanten als George Coleman, Roy Haynes, Billy Taylor en Junior Cook. Bovendien was hij de partner van Ornette Coleman, voordat hij twee jaar lang speelde bij Elvin Jones.
In 1976 verhuisde hij naar Los Angeles, waar hij ongeveer twintig albums opnam met disco-, funk-, fusion- en popbands. Tot zijn partners behoorden o.a. Herb Alpert, Hugh Masekela, David Benoit, Jermaine Jackson en Liberace. Voor de discohit Le Spank kreeg hij zijn tweede gouden plaat. Met Soul is Free verscheen in 1979 zijn eerste album als orkestleider. Een van zijn composities daaruit gebruikte Eddie Murphy in zijn film Trading Places.
Nadat hij twee jaar had gewerkt met Art Pepper, keerde hij in 1982 terug naar New York. Toen kort daarna Cedar Waltons bassist Sam Jones overleed, werd hij naast Billy Higgins lid van diens trio, waarmee hij in 1987 het album Upfront opnam. Bovendien vormde hij met Walton onder Vincent Herring het trio Eastern Rebellion. Daarnaast werkte hij met talrijke andere muzikanten als Jackie McLean, Woody Shaw, Bobby Hutcherson, Stan Getz, Kenny Barron, Monty Alexander, Leon Thomas, Frank Morgan, Hank Jones, Charles McPherson, Larry Willis, George Cables, Abdullah Ibrahim, David Newman, Sonny Fortune, Louis Hayes, Clifford Jordan, Abbey Lincoln, Ernestine Anderson en Kathleen Battle.
Williams trad ook op in meerdere tv-shows als The Today Show, Soul Train and Merv Griffin, bij Johnny Carson en Dick Cavett. Zijn discografie bevat intussen meer dan 200 albums. Hij trad ook op in talrijke landen van de wereld.
Sinds 2000 componeert hij ook calypsonummers. Het eerste succes was Happy's Story (hetgeen hem de bijnaam 'Happy' opleverde). In 2001 volgde het album Ping Pong Obsession. Daarnaast werkte hij mee aan Vanessa Rubins album Girl Talk en in 2002 aan het album I Wish You Love van The Manhattan Transfer-zangeres Janis Siegel.